# Дьяков, Юрий Николаевич
Ю́рий Никола́евич Дья́ков (5 октября 1925 года — 1981 год) — слесарь-ремонтник Московского завода электровакуумных приборов Министерства электронной промышленности СССР. Участник Великой Отечественной войны, Герой Социалистического Труда (1966). В 1970 году был избран депутатом Верховного Совета СССР 8-го созыва (1970—1974 года), а также был делегатом XXIV и XXV съездов КПСС.

## Биография
Юрий Дьяков родился 5 октября 1925 года в Москве в рабочей семье. Окончил семь классов, затем поступил в ремесленное училище № 37 на специальность «слесарное дело». После начала Великой Отечественной войны, одновременно с учёбой, начал работать слесарем на заводе № 262 имени Лепсе, а затем помощником мастера в ремесленном училище № 40.
В декабре 1942 года Юрий Дьяков был призван в армию и попал в школу снайперской подготовки Московского военного округа. В ноябре 1943 года отправлен на фронт, воевал на 1-м и 2-м Белорусском фронте, был командиром стрелкового отделения. После ранения в 1944 году становится санинструктором зенитно-пулемётной роты 1-й стрелковой дивизии, позже связист в артиллерийских частях. В 1950 году демобилизован.
В 1950 году начал работать на Московском электроламповом заводе в стеклозаготовительном цехе слесарем-ремонтником. Одновременно в 1951 году окончил восьмой класс. Вскоре становится ведущим слесарем цеха. Совместно с товарищами по цеху сконструировал, изготовил и пустил в эксплуатацию линию алюминирования колб для инфракрасный ламп, машину мотки колб и другие рационализаторские решения в производстве. Всего им было подано около 200 рационализаторских решений в производстве. 29 июля 1966 года указом Президиума Верховного Совета СССР за выдающиеся заслуги в выполнении заданий семилетнего плана и создание новой технике Юрию Николаевичу Дьякову присвоено звание Героя Социалистического Труда с вручением ордена Ленина и золотой медали «Серп и Молот».
В 1948 году Юрий Дьяков вступил в Коммунистическую партию Советского Союза. В 1967 году окончил Московский электровакуумный техникум. Неоднократно избирался членом Московского горкома КПСС. В 1970 году Юрий Дьяков был избран депутатом Верховного Совета СССР 8-го созыва (1970—1974 года). В 1971 году был делегатом XXIV съезда КПСС, а в 1976 году XXV съезда КПСС. В 1979 году вышел на пенсию, получив звание «Пенсионер союзного значения».
Скончался в 1981 году в городе Москва и был похоронен на Преображенском кладбище.

## Награды
- Медаль «За отвагу», 31 августа 1944 года[3]
- Медаль «За оборону Москвы»[4]
- Орден Ленина, 29 июля 1966 года
- Медаль «Серп и Молот», 29 июля 1966 года
- Орден Октябрьской Революции, 25 марта 1974 года